# Jean-Paul Agosti
Pour les articles homonymes, voir Agosti.
 (juillet 2010).
Si vous disposez d'ouvrages ou d'articles de référence ou si vous connaissez des sites web de qualité traitant du thème abordé ici, merci de compléter l'article en donnant les références utiles à sa vérifiabilité et en les liant à la section « Notes et références ».
Jean-Paul Agosti, né à Paris en 1948, est un artiste peintre, formé à l'École nationale supérieure des beaux-arts de Paris, fils du galeriste et photographe Paul Facchetti.
De 1966 à 1980, il collabore aux activités d’éditions et d’expositions des Galeries Facchetti à Paris et à Zurich.
Le milieu artistique et intellectuel qu'il est amené à fréquenter dans sa jeunesse est marqué par la présence de Max Ernst, Alberto Giacometti, Jean Dubuffet, Henri Michaux, Jacques Lacan ou encore Carlo Scarpa.
En 1978, son ami le physicien-chimiste Alain Le Méhauté lui présente Benoît Mandelbrot. La découverte des théories «Fractales» modifie sa vision du monde dans le sens d’une rupture fondamentale avec le sérialisme euclidien au profit de l’élaboration d’une structure «arborescente» de son œuvre. Ses travaux (dessins, aquarelles, peintures) s'enrichissent de l'intérêt qu'il porte à l'architecture et à l’art des jardins. Il collabore à des réalisations monumentales (peintures in situ, vitraux monolithiques avec le procédé innovant sans plomb ni colle du maître-verrier Antoine Benoit). Il expose aujourd'hui dans diverses galeries parisiennes telles que la Galerie Guillaume mais aussi au Château d'Auvers-sur-Oise tout comme dans le monde entier (Milwaukee Art Museum).

## Expositions personnelles
- 1975 : Objets d'espaces, Galerie Raeber, Lucerne.
- 1976 : Ephemeris, Galerie de Causans, Paris.
- 1977 : Martha Jackson Gallery, New York.
- 1978 : Jardin de Gif, Galerie Paul Facchetti, Paris.
- 1980 : Galerie Paul Facchetti, Zurich ; FIAC, Paris, Galerie Paul Facchetti ; Art Chicago, Chicago.
- 1982 : Théâtre de l'Opéra de Montpellier.
- 1984 : Genèse, Paysages, Fractales, Galerie Alexander Iolas, New York.
- 1985 : Bruno Facchetti Gallery, New York.
- 1986 : Mnémosyne, Galerie Maximilien Guiol, Paris ; Jardins tranquilles, Galerie Jacqueline Feldman, Paris ; Galerie Am Haagtor, Tübingen.
- 1988 : Tables d'orients, Galerie Arlette Gimaray, Paris.
- 1991 : Paradiso, Galerie Johanna Vermeer, Paris.
- 1993 : Côté jardin, Galerie Arlette Gimaray, Paris.
- 1994 : Suite d'Orphée, musée des Beaux-Arts de la Ville de Sens.
- 1996 : Suite d'Hermès, Galerie Thessa Herold, Paris ; Métamorphoses, AIC, Schönaich.
- 1998 : Jardin hiéroglyphique, Musée de l'Hospice Saint-Roch, Issoudun.
- 2000 : Labyrinthes, Galerie Thessa Herold, Paris ; Rétrospective, ARCO, Galerie Thessa Herold, Madrid.
- 2002 : Canopées, Centre d'Art de la Métairie Bruyères, Parly.
- 2003 : Métamorphose des Canopées, Galerie Thessa Herold, Paris ; ARCO, Galerie Thessa Herold, Madrid ; Maison du Parc de la forêt d'Orient, Troyes.
- 2004 : Galerie Artur Ramon, Barcelone.
- 2005 : Ennéades, Musée de Lodève ; Locus neminis, Espace Jean de Joigny, Joigny.
- 2007 : Galerie Pascal Lorain, Les Élysées de l'Art, Paris.
- 2009 : Galerie Must, Gordes.
- 2010 : Entre terre et ciel, Galerie Guillaume, Paris.
- 2012 : Château d'Auvers-sur-Oise, Harmonie, Musée de Vitré (Iles et Vilaine), Jardin, terre-ciel
- 2014 : Galerie Guillaume, Paris, AÔR
- 2015 : Galerie Guillaume, Paris, Maquettes des vitraux de Saint Joseph de Reims
- 2017 : Musée Ung-No-Lee, Daejeon, Corée
- 2018 : Galerie Guillaume, Paris, Parc Mnémosyne
- 2020 : Galerie Guillaume, Paris, Eudeamonia

## Principales expositions collectives
- 1983 : Parcours, Maison de la culture, Rennes.
- 1984 : AFAA, exposition itinérante, Allemagne ; Artware, Hambourg, Hanovre, Siemens.
- 1987 : Lauréat du XXIe Prix International d’Art Contemporain de Monaco en 1987 ; Digital Vision, première exposition itinérante d'IBM, USA ; Images de jardins, Musée des Monuments français, Paris.
- 1988 : Paysages du temps, musée des Beaux-Arts, Chartres.
- 1995 : L'arbre en majesté, Musée de l'Hospice Saint Roch, Issoudun.
- 1997 : Entre Art et Science. La création, Palais de la découverte, Paris.
- 2001 : exposition Salah Stetié, médiathèque, Issy-les-Moulineaux. http://www.salahstetie.com/ ou Salah Stétié
- 2004 : Espace: tension et structure, Ars et Locus, Camac, Marnay-sur-Seine
- : FIAC, Paris, Galerie Thessa Herold
- 2005 : FIAC, Paris, Galerie Thessa Herold
- 2006 : Fiac, Paris, Galerie Thessa Herold
- 2007 : Art Paris, Paris, Galerie Thessa Herold
- 2008 : Cosmos, Johnson & Johnson, Issy-les-Moulineaux
- 2009 : Regard de peintre sur la nature, chapelle Saint-Libéral, Brive
- : Invitation au voyage, Galerie Milenarts, Belgique
- : Soft Art, Séoul, Corée
- 2013 : Salah Stiétié et les peintres, Musée Paul Valery, Sète
- : Art Paris, Grand Palais, Galerie Guillaume
- : Trente artistes en cause, Atelier Cantoisel, Joigny
- : Les livres de l'or pauvres, Château de Lucinges
- 2014 : Galerie Caron Bedout, Villeneuve-sur-Yonne
- : Les peintres et le vitrail, Centre international du vitrail, Chartres
- 2018 : Galerie Guillaume, Paris, 15 ans, 15 artistes
- 2019 : Art Élysées, Paris, Galerie Guillaume

## Commandes publiques
- 1990 : plans du jardin-paysager du Lycée Pierre et Marie Curie, Sens, architecte Didier Michelon, architecte-paysagiste Louis Maunoury.
- 1991 : œuvres pour la Présidence du Conseil général de l'Yonne, Auxerre, architecte Didier Michelon.
- 1991-1993 : plans d'aménagement des jardins de la Cathédrale de Chartres, architecte Guy Siefert.
- 1994 : œuvre monumentale pour le collège André Malraux, Paron, architectes Pierre Soria, Michel Dusolle ; œuvres pour le hall d'entrée du siège social d'Aventis, Lyon, architecte Albert Constantin.
- 1995 : œuvres pour l'Institut supérieur des matériaux, Le Mans, architectes Philippe Duverger, Daniel Saintagnan.
- 1996 : tapisserie pour le hall de la salle Claude Debussy, TISCA, ateliers SFP, Joigny, architecte Didier Michelon.
- 1997 : œuvres pour la société TDI, Pont-Rémy.
- 1998 : peintures monumentales pour le plafond du hall du théâtre, Lunéville, architecte Guy Siefert ; œuvres pour le Seniorenzentrum d'Aidlingen, architectes Hans Peter Walhers, Franz Haibt.
- 2002 : œuvres pour la ville de Lodève.
- 2005 : tapisserie pour le collège du Gâtinais en Bourgogne, Saint-Valérien, Yonne.
- 2006 : vitraux pour l'église de Bouzy en Champagne, technique innovante sans métal et sans plomb, maître-verrier Antoine Benoit.
- 2007 : œuvres pour l'IES de Sens (Institut d'enseignement Supérieur), Conseil général de l'Yonne, architecte Didier Michelon.
- 2009 : vitraux pour la restauration de l'église d’Écueil, maître-verrier Antoine Benoit, architecte Pierre Weiler, Paris.
- 2014 : vitraux de la chapelle de l'établissement scolaire Saint-Joseph de Reims.

## Décoration
Chevalier des Arts et Lettres